# Renault Operandi
Der Renault Operandi war ein Konzeptfahrzeug, das auf der IAA im Jahre 2000 von der Firma Renault vorgestellt wurde. Es sollte einen Blick auf die Nutzfahrzeuge der Zukunft bieten. Das Fahrzeuggewicht wird mit 1050 kg angegeben.

## Innovatives
Der Motor des Operandi sitzt hinten und sollte für den Stadtverkehr ein sauberer Hybridantrieb sein. Der Laderaum des Operandi ist sehr groß und kann durch zusätzliches Herunterklappen des Beifahrersitzes noch erhöht werden. Ein Bildschirm, der im Dach montiert ist, bildet das Logiksystemcenter des Autos. Auch findet der Fahrer einen Arbeitsplatz mit vielen Ablagefächern und einer übersichtlichen Bedienungskonsole.